# Torture Museum (Amsterdam)

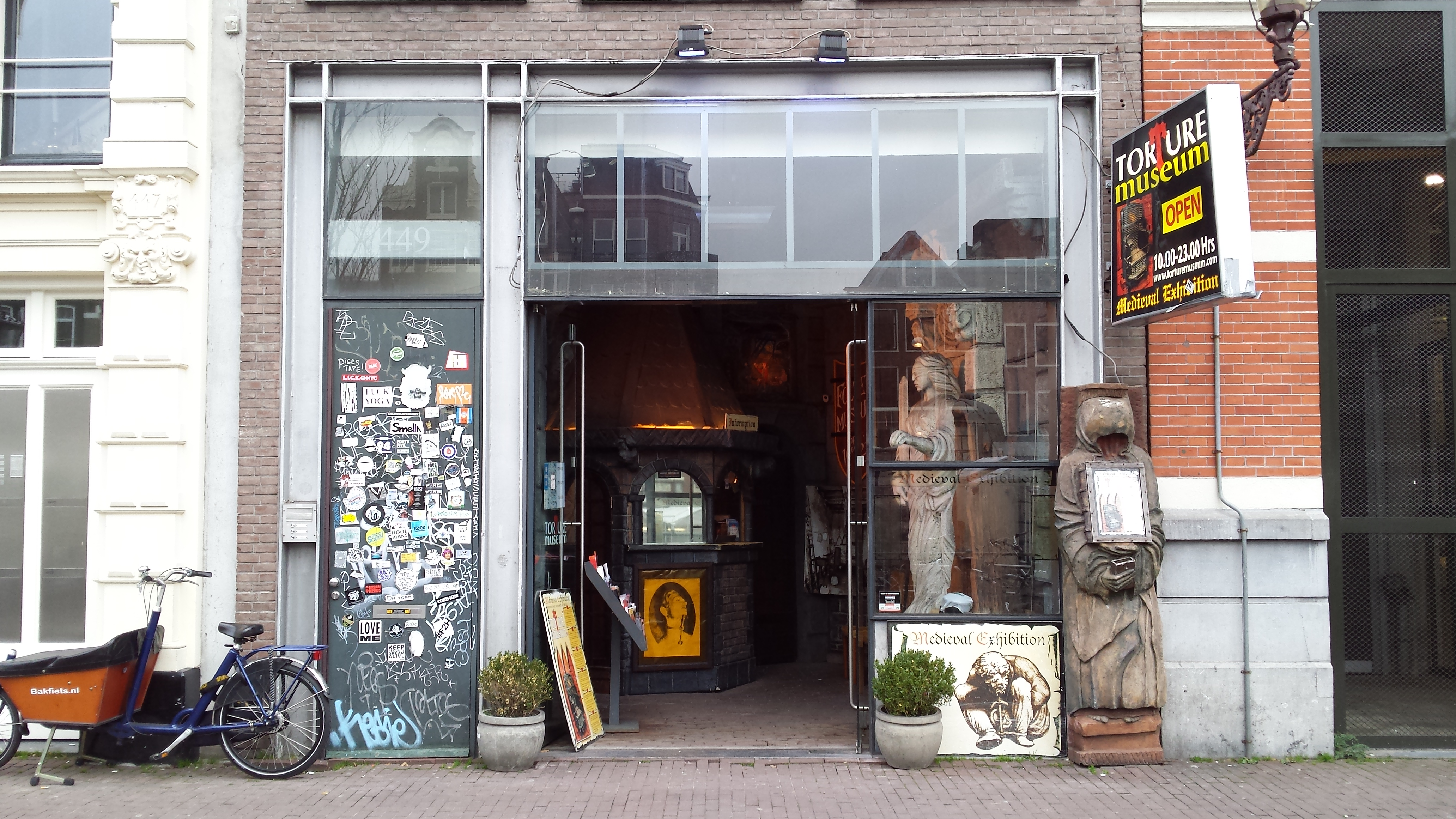
Hoofdingang van het Torture Museum

Het  Torture Museum is een klein museum gevestigd aan het Singel 449 tegenover de Bloemenmarkt, Amsterdam-Centrum. Het is opgenomen in de lijst van 's werelds meest ongewone musea. Het is een populair museum voor toeristen. 

## Indeling museum

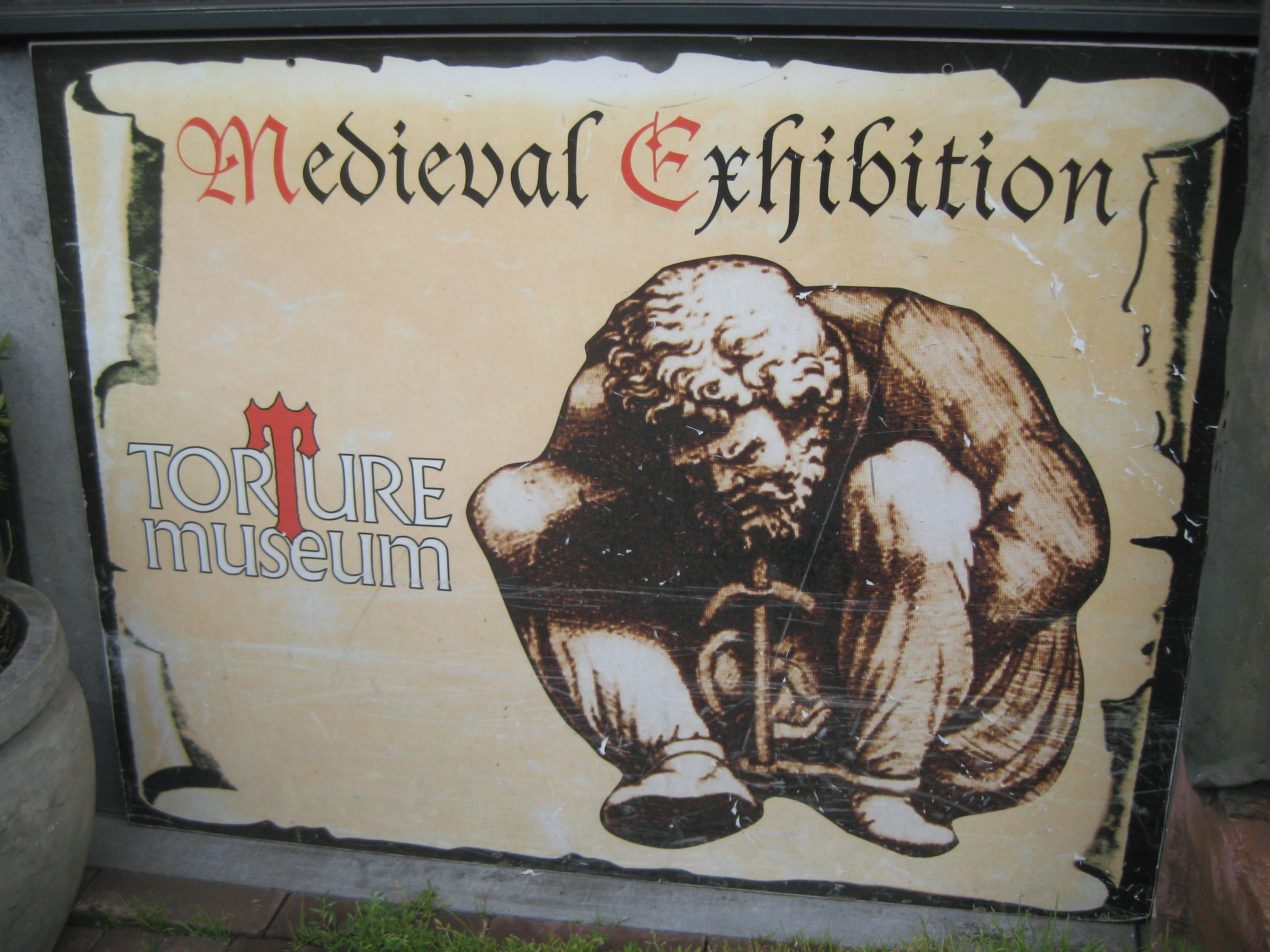
Bord voor het Torture Museum

Elke kamer herbergt een of twee martelwerktuigen, sommige zijn achter glas, maar veel bevinden zich in de kamer en kunnen worden aangeraakt. Elk apparaat gaat vergezeld van een vergrote afbeelding uit een oud boek of artikel met dat apparaat in gebruik en een beschrijving van dat apparaat en hoe en waarom het werd gebruikt. Alle artikelen zijn in het Engels, Nederlands, Frans, Duits, Italiaans en Spaans, gericht op de diverse mensen die het museum bezoeken. De donkere verlichting en het theatrale ontwerp van het museum verlichten de verder sombere sfeer. 

## Bezienswaardigheden

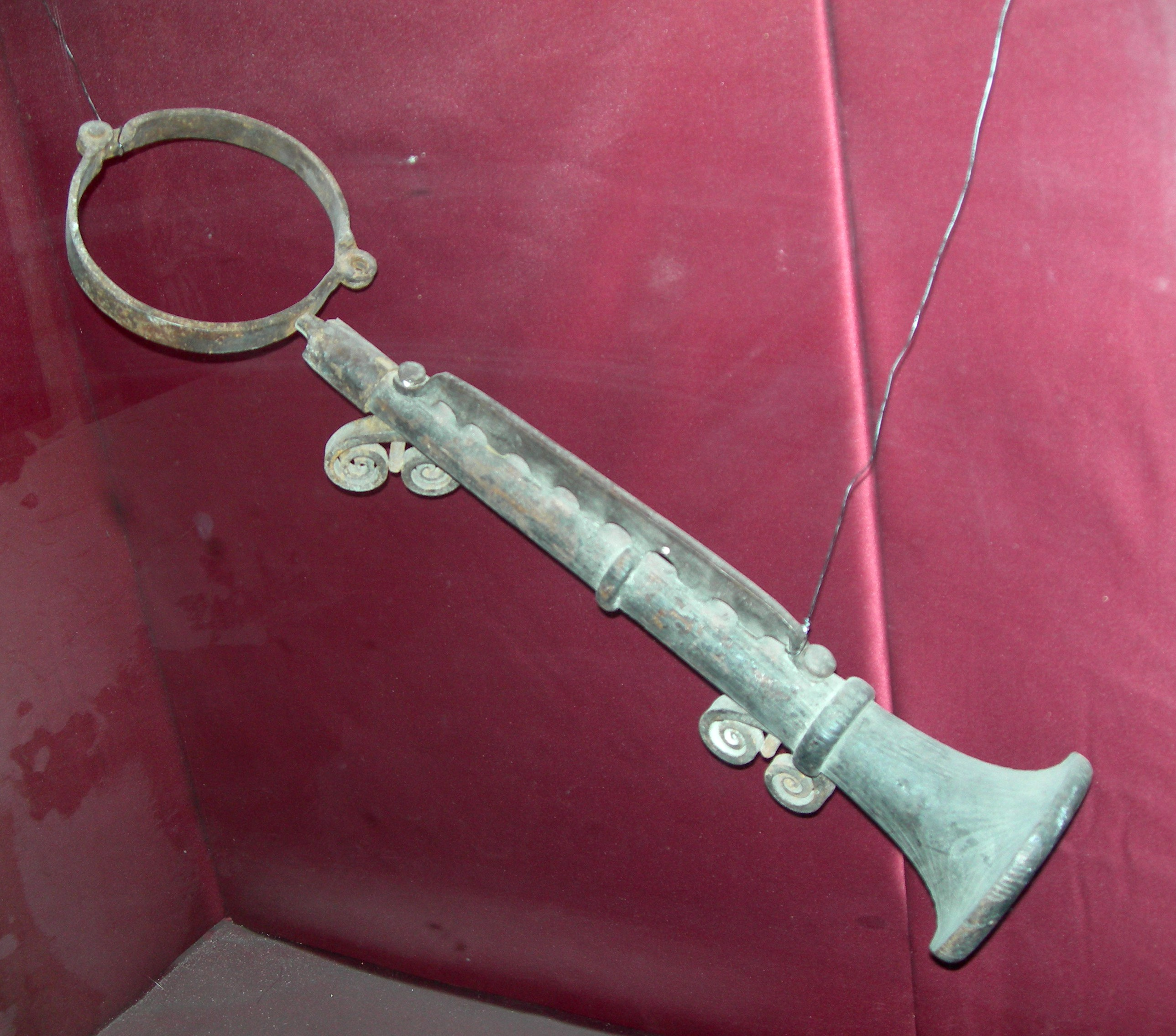
Flute of Shame tentoongesteld in het Torture Museum

Het museum heeft een verscheidenheid aan apparaten, van bekende objecten zoals de Guillotine, het rek en het schandblok, tot minder bekende objecten zoals duimschroeven en de schaamfluit. Andere objecten die in het museum zijn ondergebracht, zijn de ijzeren maagd, de schedelbreker, de ijzeren stoel, het rad  en het schanmasker. Sommige apparaten zijn echt en antiek, maar veel zijn moderne reconstructies van oude teksten of boeken.

## Betekenis
Het museum, hoewel klein, heeft een grote invloed. Het museum verschijnt regelmatig in lijsten van 'de beste rare musea' maar wordt ook regelmatig bezocht en geciteerd vanwege het uitgebreide assortiment martelwerktuigen, waarvan er vele nu inspireren tot humor of onderdeel worden van de popcultuur.